# Allein (Bilderbuch)

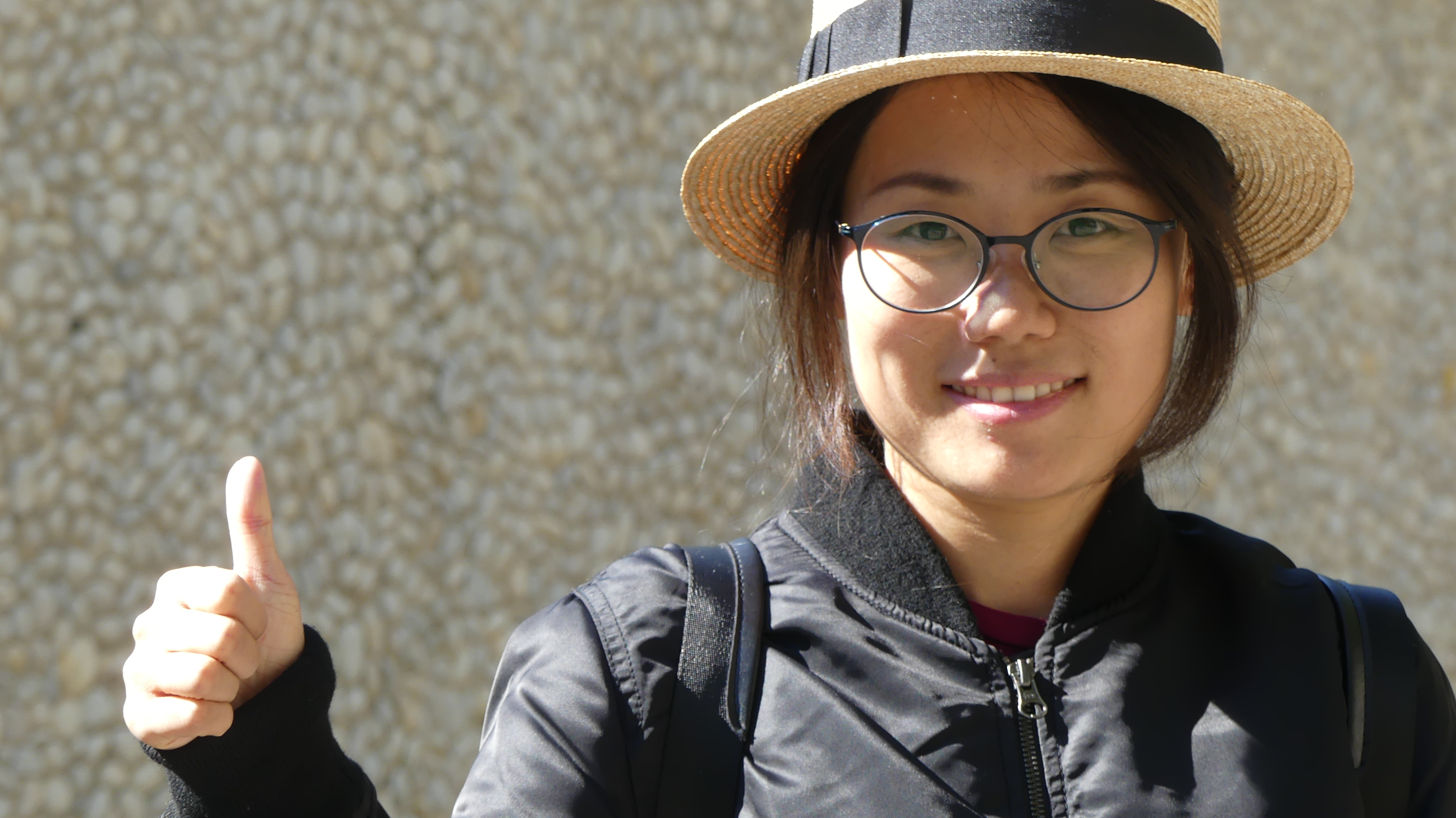
Illustratorin von Allein: Guojing (2016 beim Kinder- und Jugendprogramm des Internationalen Literaturfestivals Berlin)

Allein (Originaltitel: The Only Child) ist der erste Comic bzw. das erste Bilderbuch der chinesischen, in Singapur lebenden Illustratorin Guojing. Ohne Worte erzählt Allein eine hinsichtlich der Erzählebene zwischen Realität, Traum und Fantasie spielende Geschichte eines chinesischen Mädchens, das sich auf dem Weg zu ihrer Oma im Wald verläuft und mit Hilfe eines magischen Hirschs zum Haus ihrer Oma findet.
Allein erschien am 1. Dezember 2015 beim amerikanischen Verlag Schwartz & Wade in englischer Sprache und hat einen Umfang von 112 Seiten. Die deutsche Ausgabe erschien 2016 beim Verlagshaus Jacoby & Stuart und umfasst ebenfalls 112 Seiten. Das Buch ist neben den USA und Deutschland auch in Großbritannien und China erschienen. Es ist das erste Buch von Guojing, die bisher in der Spiele- und Animationsbranche tätig war.
Allein wurde von der New York Times als eins der Best Illustrated Children´s Books of 2015 sowie von Publishers Weekly als eins der Best Children´s Books of 2015 in der Kategorie Bilderbücher ausgezeichnet und war 2016 für den Eisner Award in der Kategorie Best Publication for Young Readers (2016) nominiert. Im Feuilleton wurde das Buch anderem als »dreamy, wordless debut« (New York Times, 6. November 2015) bezeichnet.
Die Originalausgabe des Buches heißt The Only Child – in wörtlicher Übersetzung ins Deutsche bedeutet dies Einzelkind. Guojing weist mit diesem Titel auf die Ein-Kind-Politik Chinas hin.

## Ästhetik
Das Buch umfasst 112 Seiten, die ausschließlich in verschiedenen Grautönen illustriert sind. Die Bilder füllen teilweise vollständige Seiten oder sogar Doppelseiten aus, teilweise sind mehrere, als Panel voneinander getrennte Bilder auf einer Seite zu sehen. Ästhetisch ist das Buch demnach eher als Comic, denn als Bilderbuch einzuordnen. Eine weitere Besonderheit ist die grundsätzliche Farbnuancierung des Buches. Während der Beginn der Geschichte bis zu dem Zeitpunkt, an dem der Hirsch das Mädchen in die Wolken begleitet, sowie das Ende der Geschichte, ab dem der Hirsch das Mädchen nach Hause bringt, vom Seitenhintergrund her gräulich ist, sind die Szenen im Wolkenhimmel dazwischen vom Seitenhintergrund her weiß. Guojing weist damit darauf hin, dass sich der Zwischenteil der Erzählung in einer anderen Erzählebene befindet. Ob diese nun ein Traum oder einfach nur die kindliche Fantasie ist, wird nicht ersichtlich. Ästhetisch weist das Buch Ähnlichkeiten zu Shaun Tans Buch The Arrival auf.

## Inhalt
Ohne Worte erzählt Allein die Geschichte eines jungen, chinesischen Mädchen, das Einzelkind ist und deren Eltern es am Morgen verlassen, um zu arbeiten. Es macht sich allein auf den Weg zu seinen Großeltern. Im Bus schläft es ein und wacht erst wieder auf, als der Bus an der Endhaltestelle ankommt und es aussteigen muss. Alleine macht es sich auf den Weg, bemerkt jedoch bald, dass es sich verlaufen hat. Im Wald trifft das Mädchen auf einen magischen Hirsch, dem sie hinterherläuft und der sie auf seinem Rücken in die Wolken ein magisches Land auf den Wolken trägt. In der Wolkenlandschaft treffen der Hirsch und das Mädchen auf weitere magische Geschöpfe, etwa einen riesigen, in den Wolken schwimmenden Wal und ein Wesen, das halb Eisbär und halb Robbe ist. Zusammen vertreiben sich das Mädchen, der Hirsch und das Bären-Robben-Wesen die Zeit, bis die Mutter des Bären-Robben-Wesens kommt und es mitnimmt. Der  Hirsch bringt das Mädchen aus dem Wolkenland zum Haus seiner Großeltern, wo es mit einem Spielzeughirsch in der Hand einschläft.

## Hintergrund
Im Vorwort von Allein beschreibt Guojing einen Vorfall aus ihrer Kindheit, bei dem sie im Alter von sechs Jahren von ihrem Vater alleine mit dem Bus zu ihren Großeltern geschickt wurde. Ihre Eltern mussten beide arbeiten, um die Familie zu ernähren. Wie in der Geschichte von Allein schlief Guojing als kleines Mädchen während der Busfahrt ein. Als sie aufwachte, war der Bus fast leer. Sie stieg verängstigt aus. Da niemand da war, um ihr zu helfen, lief sie alleine los und schaffte es, indem sie den Spannungskabeln des Busses folgte, nach gut drei Stunden schließlich das Haus ihrer Großeltern zu finden. Guojing verweist mit Allein auf die Ein-Kind-Politik in China in den 1980er Jahren. Da häufig beide Elternteile arbeiten mussten, um die Familie zu unterstützen, und die Kinder auf Grund der politischen Regelungen keine Geschwister hatten entstand eine einsame Generation. Guojing erklärt, sie schuf „ein Buch über ihre Gefühle von Einsamkeit und Isolation“ und wie man mit Liebe und Einbildungskraft diesen Gefühlen begegnen kann. Da sie wegen der Ein-Kind-Politik selbst eine einsame Kindheit hatte, wuchs sie mit Tagträumen wie im Buch auf.

## Figuren
Das Mädchen
Ein namenloses Mädchen ist die Hauptfigur von Allein. Es ist ein Einzelkind
Der Hirsch
Der Hirsch tritt auf, als das Mädchen sich im Wald verlaufen hat. Er hat besondere Fähigkeiten, kann etwa auf Wolken laufen und fliegen. Das Mädchen klettert auf seinen Rücken. Zusammen steigen sie dann in das Wolkenreich empor. Während der ganzen Geschichte bleibt der Hirsch ein treuer Freund des Mädchens und beschützt es.
Die Eltern
Die Eltern des Mädchens sind berufstätig und lassen ihre Tochter deshalb allein zu Hause. Als sie merken, dass ihre Tochter auf dem Weg zu den Großeltern verloren gegangen ist, machen sie sich Sorgen und fangen an sie zu suchen. Am Ende der Geschichte schließen sie sie zu Hause glücklich in die Arme.
Das Bären-Robben-Wesen
Das Bären-Robben-Wesen, freundet sich im Wolkenreich mit dem Mädchen an. Genau wie das Mädchen scheint es sehr jung zu sein und ist alleine unterwegs. Später wird es jedoch von seinen Eltern abgeholt und lässt das Mädchen mit dem Hirsch alleine.

## Rezeption
The Only Child wurde von der New York Times zu den besten illustrierten Kinderbüchern 2015 gewählt und auch vom Publishers-Weekly-Magazin als eines der besten Kinderbücher 2015 vorgestellt. Im Feuilleton wurde es unter anderem von der New York Times Autorin Samantha Hunt als »dreamy, wordless debut« bezeichnet.
»With stunning monochrome drawings that eventually soar into the clouds, the illustrator Guojing evokes her own childhood in a wordless story that moves from ugly industrial surroundings to the consolations of imagination and parental love.« (Meghan Cox Gurdon, The Wall Street Journal, 11. Dezember 2015)
»Guojing’s single palette in graphite black and gray suggests an old photograph come to life, while the story seems to come from a dream country reminiscent of Raymond Briggs’s beloved book The Snowman.« (Kathie Meizner, The Washington Post, 18. November 2015)
»Rare is the book containing great emotional depth that truly resonates across a span of ages: this is one such.« (Kirkus Review, 26. August 2015)

## Ausgaben
- Guojing: The Only Child. Schwartz & Wade, New York 2015, ISBN 978-0-553-49705-2 (englische Originalausgabe).
- Guojing: Allein. Jacoby & Stuart, Berlin 2016, ISBN 978-3-946593-02-7.[13]

## Öffentliche Buchpräsentationen
Das Buch wurde beim Kinder- und Jugendprogramm des 16. Internationalen Literaturfestivals Berlin im September 2016 als  internationale Premiere in Anwesenheit der Schriftstellerin vorgestellt.